# Camilo Conceição
Camilo Alberto Almeida da Conceição est un footballeur et entraîneur portugais né le 23 septembre 1951 à Caála en Angola portugais. Décède le 17 juillet 2019 à Coimbra, il évoluait en tant que joueur au poste de milieu.

## Biographie

### En tant que joueur
Né en Angola Camilo commence à jouer au Sporting CP, avec la réserve en 1973, pour le compte de la saison 72-73, mais aucun des entraîneurs successifs ne lui offrent une chance de jouer avec l'équipe première. 
Lors de la saison 1975-76, il est prêté aux estudantes de Coimbra, qui viennent de changer de nom et se dénomment désormais Clube Académico de Coïmbra. Il y dispute saison moyenne (onze matches et deux buts), mais démontre des qualités techniques et un sens du jeu lui permettant de jouer dans l'élite portugaise. 
De retour chez les verts et blancs de la capitale portugaise, l'entraîneur anglais des "lions", Jimmy Hagan, lui fait commencer la saison par le derby majeur face au Benfica Lisbonne. Il entre à la 55e minute en remplacement de Vítor Lopes, il est à l'initiative du premier but marqué cinq minutes après son entrée par Manuel Fernandes, puis il lui aggrave le score en marquant à la soixante-quinzième minute. Dès lors il devient titulaire, mais à partir de la sixième journée il est remplacé en cours de match et ne retrouve les terrains qu'à la 19e journée, dans le cadre d'un changement. Mais Jimmy Hagan n'investit pas dans ce jeune milieu offensif, il termine donc la saison avec seulement sept matchs et deux buts marqués. 
Il quitte le Sporting et rejoint à nouveau la capitale estudiantine où il a laissé une bonne impression. Dès sa première saison il devient un titulaire indiscutable du milieu de terrain académiste, avec le capitaine Vasco Gervásio et le jeune Miguel. La saison suivante n'est pas d'aussi bon calibre que la précédente, quelques soucis musculaires ajouté à l'excellente saison de Gregório Freixo, futur international portugais, font qu'il ne dispute que douze matches. Après un début prometteur de l'Académico, le club s'enfonce au fond du classement et ne quitte plus l'avant dernière place devant l'Académico Viseu. 
Malgré la descente il reste dans la capitale des étudiants, y ayant créé des liens affectifs forts. Après une saison en deuxième division où il retrouve sa place de titulaire au centre du jeu, il retrouve la première division pour la saison 1980-81. Bien que dirigé par le grand entraîneur Mario Wilson, la Briosa se voit à nouveau relégué à la fin de la saison. Camilo commençant à devenir un des "anciens", il a la confiance de l'entraîneur et est même un des capitaines de l'équipe. Néanmoins il n'a disputé qu'un match sur deux durant cette saison. 
Il s'installe donc en deuxième division portugaise pour trois saisons, la première il est à nouveau blessé et dispute peu de matches, malheureusement pour lui et ses coéquipiers de l'Académico termine avec le même nombre de points que le premier de la zone centre, le Ginásio Clube de Alcobaça, et c'est à la différence de buts particulière (0-0 et 1-2) que se joue le titre de champion de la zone centre et la montée en élite. Mais cette seconde place ouvre le droit de disputer la liguilha entre première et deuxième division, mais à nouveau c'est la déception l'Académico termine deuxième ex æquo. La deuxième saison voit son retour sur les terrains portugais, mais côté sportif c'est à nouveau la déception les estudantes terminent à nouveau deuxième de la zone centre à un point du premier et durant le tournoi pour la montée (liguilha), le club s'effondre et termine dernier (quatrième sur quatre). Lors de la troisième, il devient le capitaine titulaire, son expérience ainsi que son ancienneté font de lui un incontournable du club. Il dispute 22 des 30 matches de championnat, et marque cinq des cinquante-huit buts de l'équipe des "étudiants", participe ainsi à ce que l'Académico remporte le championnat de zone centre, mais à nouveau l'équipe chute dans la conquête du titre de deuxième division. 
La saison 1984-85 est sa dernière il met un terme à sa carrière de joueur, dès lors il entre dans le staff de l'Académica.

#### Statistiques joueur
| Championnats | Championnats         | Championnats | Championnats    | Championnats   | Coupes nationales | Coupes nationales | Coupes continentales | Coupes continentales | Sélection Portugal | Sélection Portugal | Total           | Total          |
| Saison       | Club                 | Pays         | Matches         | Buts           | Matches           | Buts              | Matches              | Buts                 | Matches            | Buts               | Matches         | Buts           |
| ------------ | -------------------- | ------------ | --------------- | -------------- | ----------------- | ----------------- | -------------------- | -------------------- | ------------------ | ------------------ | --------------- | -------------- |
| 1973-74      | Sporting CP B        | Divisão      | ?               | ?              | ?                 | ?                 | 0                    | 0                    | 0                  | 0                  | ?               | inconnu        |
| 1974-75      | Sporting CP B        | Divisão      | ?               | ?              | ?                 | ?                 | 0                    | 0                    | 0                  | 0                  | ?               | inconnu        |
| 1975-76      | Académico de Coimbra | I Divisão    | 11              | 2              | 0                 | 0                 | 0                    | 0                    | 0                  | 0                  | 11              | 2              |
| 1976-77      | Sporting CP          | I Divisão    | 7               | 2              | 0                 | 0                 | 0                    | 0                    | 0                  | 0                  | 7               | 2              |
| 1977-78      | Académico de Coimbra | I Divisão    | 29              | 1              | 1                 | 0                 | 0                    | 0                    | 0                  | 0                  | 30              | 1              |
| 1978-79      | Académico de Coimbra | I Divisão    | 8               | 1              | 4                 | 0                 | 0                    | 0                    | 0                  | 0                  | 12              | 1              |
| 1979-80      | Académico de Coimbra | II Divisão   | 21              | 3              | 1                 | 0                 | 0                    | 0                    | 0                  | 0                  | 22              | 3              |
| 1980-81      | Académico de Coimbra | I Divisão    | 13              | 0              | 2                 | 0                 | 0                    | 0                    | 0                  | 0                  | 15              | 0              |
| 1981-82      | Académico de Coimbra | II Divisão   | 9               | 2              | 0                 | 0                 | 0                    | 0                    | 0                  | 0                  | 9               | 2              |
| 1982-83      | Académico de Coimbra | II Divisão   | 25              | 7              | 5                 | 1                 | 0                    | 0                    | 0                  | 0                  | 30              | 8              |
| 1983-84      | Académico de Coimbra | II Divisão   | 22              | 5              | 0                 | 0                 | 0                    | 0                    | 0                  | 0                  | 22              | 5              |
| 1984-85      | Académico de Coimbra | I Divisão    | 5               | 0              | 2                 | 0                 | 0                    | 0                    | 0                  | 0                  | 7               | 0              |
| Total        | Total                | Total        | incomplet (150) | incomplet (23) | incomplet (15)    | incomplet (1)     | 0                    | 0                    | 0                  | 0                  | incomplet (165) | incomplet (24) |

### En tant qu'entraîneur
À l'issue de sa carrière de joueur, il entre dans le staff technique de l'Académica et passe les concours d'entraîneur. 0n ne sait pas grand chose de sa carrière d'entraîneur, si ce n'est qu'il prend la tête de l'équipe première en mars 1988, à la suite du départ de Vitor Manuel, il ne dispute qu'une seule rencontre sur le banc, face au GD Chaves qui alors est sixième du championnat portugais. Il obtient avec ses hommes un excellent match nul, ayant même dominé la partie dans son ensemble. Dès la rencontre suivant il est remplacé par António Oliveira.

#### Statistiques entraîneur
Le tableau ci-dessous, comprend tous les matches officiels (Championnats, Coupes, et Coupes Continentales), hors matches amicaux.
| Résultats | Résultats            | Résultats        | Résultats | Résultats | Résultats | Résultats | Total  | Total | Total | Total |
| Saison    | Club                 | Pays/Championnat | V.        | N.        | D.        | Cl.       | Titres | % V.  | % N.  | % D.  |
| --------- | -------------------- | ---------------- | --------- | --------- | --------- | --------- | ------ | ----- | ----- | ----- |
| 1987-88   | Académica de Coimbra | I Divisão        | 0         | 1         | 0         | 16e       | 0      | 0%    | 100%  | 0%    |
| Total     | Total                | Total            | 0         | 1         | 0         | -         | 0      | 0%    | 100%  | 0%    |

## Palmarès

### En tant que joueur

#### Avec l'Académico de Coimbra(1)
- Vainqueur de la Segunda Divisão Zona Centro, deux fois en 1979-80 et 1983-84[8].

#### Honneurs
- Vice-champion du Portugal de première division 1976-77 avec le Sporting Clube de Portugal .
- Vice-champion du Portugal de deuxième division  1979-80 avec l'Académico de Coimbra .
- Vice-champion du Portugal de Segunda Divisão Zona Centro, deux fois en 1981-82 et 1982-83 avec l'Académico de Coimbra .